# Josef Breitenbach
Josef Breitenbach (* 3. April 1896 in München; † 7. Oktober 1984 in New York) war ein US-amerikanischer Fotograf deutscher Herkunft. Sein Schwerpunkt lag in der Porträtfotografie, außerdem war er ein bestimmendes Mitglied der surrealistischen Bewegung.

## Leben und Werk

### Kindheit und frühe Jahre
Josef Breitenbach entstammt einer jüdischstämmigen Weinhandelsfamilie aus München. Er wuchs in der Zeit des Ersten Weltkriegs und der schwierigen Nachkriegsjahre auf und absolvierte sowohl eine technische als auch eine kaufmännische Ausbildung und studierte an der Ludwig-Maximilians-Universität München Philosophie und Kunstgeschichte. In dieser Zeit engagierte er sich auch erstmals politisch in einer pazifistischen Jugendorganisation der SPD. Er nahm aktiv an der Novemberrevolution teil und bekleidete danach einige Monate ein Amt in der Räteregierung.
1932, nach dem Bankrott der elterlichen Handelsfirma, eröffnete er sein erstes Fotostudio in München. Seine Kunden kamen vorwiegend aus den Münchner Künstlerkreisen. Aus dieser Zeit stammen eindrucksvolle Porträts von Schauspielern und anderen Künstlern aus seinem Bekanntenkreis.

### Exil in Paris
Nach der nationalsozialistischen Machtübernahme 1933 geriet Breitenbach ins Visier der SA, weniger wegen seiner jüdischen Abstammung als seiner politischen Vergangenheit. Schon kurz darauf setzte er sich zusammen mit anderen deutschen Exilanten nach Paris ab. Er wurde in die Künstlergruppe um André Breton aufgenommen und stellte zusammen mit Man Ray, Jacques-André Boiffard, Brassaï, Eli Lotar und Henri Cartier-Bresson aus. Breitenbach fotografierte seine Künstlerkollegen im Exil wie Helene Weigel, Bert Brecht, Max Ernst und Lyonel Feininger und war 1938 Teilnehmer an der Exposition Internationale du Surréalisme in Paris.
Die deutsche Staatsbürgerschaft wurde ihm 1938 entzogen. Breitenbach lebte nur sechs Jahre in Paris, bis zum Beginn des Zweiten Weltkriegs 1939. Nach kurzer Internierung konnte er 1941 über Marseille nach New York flüchten.

### Neues Leben im amerikanischen Exil
Breitenbach konnte seine fotografische Arbeit nahtlos in Amerika fortsetzen. In den 1950er und 1960er Jahren führten ihn Reportagen, u. a. für die Vereinten Nationen, nach Asien. Seine Fotos waren in einigen Ausstellungen, etwa im Museum of Modern Art und im Metropolitan Museum of Art, zu sehen. Daneben lehrte er u. a. an der Cooper Union.

## Rezeption
Josef Breitenbach gilt durch seine ausdrucksstarken und oft stark verfremdeten Bilder als einer der Wegbereiter der surrealistischen Bewegung. Seit seinem Tod wurden seine Bilder in zahlreichen Einzelausstellungen in New York, Paris, Berlin, München und anderen Orten in Europa und Amerika gezeigt. An der University of Arizona (Tucson) befindet sich sein Archiv. Ein Teil seiner umfangreichen Sammlung von Fotografien wurde schon 1979 an das Fotomuseum im Münchner Stadtmuseum veräußert und bildet dort einen wichtigen Grundstock der Sammlung.